# Sipos István (orgonaépítő)
Sipos István (Budapest, 1965. június 22. –) hangszerész, orgonaépítő, egyházkarnagy.

## Életpályája
Édesapja kőműves, édesanyja bőrdíszműves. Katolikus családban nevelkedett. Jelenleg Nagybánhegyesen él. Lakhelyéül azért választotta ezt a Békés megyei kis települést, mert gyermekkorában a nyarakat sokszor töltötte apai nagymamájánál, nagynénjénél, akik az apai nagyapja halála után költöztek Nagybánhegyesre. Sok emlék fűzi a faluhoz és a környező településekhez is. Budapesten, szüleivel és testvérével rendszeresen jártak templomba, látogatták a vasárnapi miséket, ahol az orgona hangja már gyermekkorában nagyon hamar elvarázsolta.
Kántorképzőt és karnagyképzőt végzett. Zongorán, harmóniumon, orgonán is játszik. Az orgonát nem csak megszólaltatni tudja, hanem javítani is. Kántorként tevékenykedett Budapesten a Szervita templomban, a Józsefvárosi Plébánián és a Külső-Ferencvárosi Szent Kereszt Plébánián, illetve Szekszárdon a Belvárosi Plébánián. Jelenleg Battonyán és Magyarbánhegyesen látja el a kántori feladatokat.

## A hangszerész
A Kaesz Gyula Faipari Szakközépiskola és Szakmunkásképző Intézetben végzett hangszerészként. Elméleti tanára Semmelweis Tibor hangszerészmester, akivel a mai napig szakmai és baráti kapcsolatban áll.

## Az orgonaépítő
Az orgonaépítő szak a Kaesz Gyula Faipari Szakközépiskola és Szakmunkásképző Intézethez tartozott. Az orgonaépítést csupán faipari munkának tartották az 1980-as években. Az orgonaépítő szak elég népszerűnek számított, 200-an jelentkeztek felvételre, de a jelentkezők közül csak kettőt vettek fel, egyikőjük volt Sipos István. Az akkori osztályban tízen tanultak együtt, orgonaépítők, zongorakészítők, réz-és fafúvós hangszerkészítők. A gyakorlati képzést a F. M. K. V. orgona üzemében tartották. Abban az időben a legnagyobb létszámú és a legmagasabb színvonalon dolgozó orgonaüzem volt Magyarországon. Nyugdíjasként bejárt dolgozni az orgonaüzembe Gyöpös László orgonaépítő mester (aki Gonda Nándor orgonaépítővel évtizedeken keresztül dolgozott). A budapesti orgonaügyeleteket és karbantartásokat, akkor ő végezte. Sipos István sokszor segítsége volt a mesternek. Így jutott el fiatalon a Zeneakadémia, a Mátyás templom, a Kálvin téri Református templom és a Dohány utcai zsinagóga orgonájába. 1990-2000-ig tartós munkakapcsolatban együtt dolgozott Tarnai Endre orgonaépítő mesterrel. Szakmai fejlődésére Gyöpös László és Tarnai Endre is nagy hatással voltak. Orgonaelméletből sokat tanult Trajtler Gábor orgonaművésztől és Kryzewsky Sándor karnagytól.
Az eddigi szakmai pályafutása alatt körülbelül 160 orgona kisebb-nagyobb felújítását,restaurálását végezte el. Nemcsak a mai Magyarország területén dolgozik, hanem a Felvidéken, Kárpátalján, Partiumban, Erdélyben, Bácskában és a Mura közben is. Külföldön pedig Ausztriában, Svédországban és Norvégiában dolgozott.

## Az egyházkarnagy
Az OMCE Kántorképző és Karnagyképző tanfolyam elvégzése után, Budapest Külső-Ferencvárosi Szent Kereszt Plébánián, majd Szekszárd Belvárosi Plébánián éveken keresztül vezette a templomok énekkarát.

## Jelentősebb munkái
- A Büki evangélikus templom és a Szent Kelemen pápa és vértanú katolikus templom orgonái – Bük
- Evangélikus templom – Csömör
- Tót evangélikus templom – Mezőberény
- Rákoscsaba óplébánia – Budapest
- Római katolikus templom – Magyarbánhegyes
- Német evangélikus templom – Mezőberény
- Református templom – Békéscsaba
- Katolikus templom – Nyírkarász
- Evangélikus templom – Rákosszentmihály
- Evangélikus templom – Veszprém
- Baptista Imaház – Soltvadkert
- Sashalom római katolikus templom- Budapest
- Római katolikus templom – Nyírjákó
- Újpest Szent József katolikus templom – Budapest
- Árpád téri református templom – Debrecen
- Római katolikus templom – Kunszentmiklós
- Evangélikus templom – Orosháza
- Evangélikus templom – Tótkomlós
- Római katolikus templom – Vásárosnamény
- Református templom – Kunhegyes
- Baptista Imaház – Békés
- Református templom – Mezőkovácsháza
- Katolikus templom – Medgyesbodzás
- Katolikus templom – Nagykamarás
- Római katolikus templom – Mezőhegyes
- Jézus Szíve Plébánia- Orosháza
- Páduai Szent-Antal Társszékesegyház – Békéscsaba
- Pitvarosi Nagyboldogasszony Templom – Pitvaros

## Jelenlegi felújításai
- Susáni Református Templom – Hódmezővásárhely
- Külső-Angyalföldi Mária Keresztények Segítsége Plébánia-Budapest
- Kisboldogasszony templom – Szegvár